# Palczakokształtne
Palczakokształtne (Chiromyiformes) – infrarząd ssaków z podrzędu lemurowów (Strepsirrhini) w obrębie rzędu naczelnych (Primates). 

## Zasięg występowania
Infrarząd obejmuje jeden współcześnie żyjący gatunek zamieszkujący Madagaskar.

## Podział systematyczny
Do infrarzędu należy jedna współcześnie występująca rodzina:
- Daubentoniidae J.E. Gray, 1863 – palczakowate

Opisano również rodzinę wymarłą:
- Plesiopithecidae Simons & Rasmussen, 1994

oraz rodzaj wymarły o niepewnej pozycji systematycznej i niesklasyfikowany w żadnej z powyższych rodzin:
- Propotto Simpson, 1967 – jedynym przedstawicielem był Propotto leakeyi Simpson, 1967.